# Pit de lluna del Brasil
El pit de lluna del Brasil (Melanopareia torquata) és una espècie d'ocell de la família dels melanopareids (Melanopareiidae) que habita zones obertes de l'est de Bolívia i els estats brasilers de Pará, Mato Grosso i São Paulo.